# Oratorio di San Silvestro in Palatio
L'oratorio di San Silvestro è un luogo di culto cattolico di Roma situato nel rione Monti, all'interno del santuario della Scala Santa al Laterano.

## Storia e descrizione
L'oratorio è costruito al posto di uno preesistente, dedicato al papa Silvestro I (314-335), fatto edificare da Teodoro I (VII secolo), decorato con pitture e mosaici da papa Zaccaria (VIII secolo) ed arricchito da Leone IV nel IX secolo. Questo oratorio si trovava intra episcopium lateranensem, ossia all'interno del palazzo episcopale del vescovo di Roma. Quando nel XVI secolo, Sisto V fece costruire all'architetto Domenico Fontana il nuovo episcopio, l'antico oratorio di San Silvestro fu demolito.
Nel nuovo palazzo (oggi comunemente chiamato Scala Santa), accanto alla cappella di san Lorenzo in Palatio (detta anche Sancta Sanctorum) fu edificato un nuovo oratorio, che prese il nome di quello preesistente. Esso è in comunicazione con il Sancta Sanctorum attraverso una porta che si apre sulla sinistra dell'altare, dove sono due poderosi battenti in bronzo, databili alla fine del IV e gli inizi del V secolo. Sull'altare di sinistra una raffigurazione di San Lorenzo del Franchi (fine Cinquecento). Una ricca decorazione orna la volta della cappella con la raffigurazione della Trinità al centro, dei Dottori della chiesa e con l'immagine della Gloria celeste con angeli, santi e figure allegoriche. Alle spalle del presbiterio si trova l'organo a canne Tamburini opus 271, del 1948.
Si accede all'oratorio dall'estrema rampa destra della scala santa.